# Verfassungsreferendum in Island 1944
Das Verfassungsreferendum in Island fand vom 20. bis 23. Mai 1944 statt und wurde mit überwältigender Mehrheit angenommen. Die stimmberechtigten Isländer entschieden sich sowohl für die Auflösung der Union Islands mit Dänemark als auch für eine republikanische Verfassung. 

## Vorgeschichte
Im Dezember 1918 war der dänisch-isländische Unionsvertrag abgeschlossen worden, der die beiden Staaten in Personalunion unter dem gemeinsamen Königshaus verband. Dem dänischen Reichstag und dem isländischen Althing waren darin Neuverhandlungen ab 1940 und Austrittsrechte zugestanden worden. 1928 erklärten die Sprecher aller im Althing vertretenen Parteien die Absicht, aus der Union auszutreten. Als 1937 der Zeitpunkt für eine Überprüfung des Vertrags im Jahr 1940 näher rückte, entschied das Althing einstimmig, dass die isländische Regierung die Beendigung der Union vorbereiten solle.
Im April 1940 besetzte Deutschland zuerst das neutrale Dänemark, und kurz darauf besetzte das Vereinigte Königreich das neutrale Island. Im Juli 1941 übernahmen im gegenseitigen Einverständnis amerikanische Truppen den „Schutz“ Islands. Gespräche mit Dänemark waren unter diesen Umständen nicht mehr möglich. Während die Isländer gern kurzfristig die Umwandlung zur Republik erklärt hätten, wandten sich die Vereinigten Staaten dagegen und setzten sich für die Einhaltung der im Unionsvertrag vorgesehenen Verhandlungsfrist bis 1944 ein, um das Verhältnis zu Dänemark nicht zu belasten. 1944 setzte das Althing dann das vom Unionsvertrag geforderte Referendum in Verbindung mit der Abstimmung zur neuen Verfassung an.

## Ausgang
An der Volksabstimmung nahmen 98,61 % der Wahlberechtigten teil. Davon stimmten 
- 97,35 % für die Auflösung des Unionsvertrages
- 95,06 % für die republikanische Verfassung.

Am 17. Juni 1944, dem Jahrestag des Geburtstages von Jón Sigurðsson, wurde die Republik Island ausgerufen. König Christian X., der zuvor eine Verschiebung der Unionsauflösung bis nach dem Kriegsende angeregt hatte, gratulierte telegrafisch. Die USA, Großbritannien, die Sowjetunion, Schweden, die norwegische Exilregierung und Frankreich erkannten Islands Unabhängigkeit sofort an.